# 布納科韋
49°14′19″N 36°31′18″E / 49.23861°N 36.52167°E
布納科韋（烏克蘭語：Бунакове）是位於烏克蘭東部的村莊，由哈爾科夫州洛佐瓦區的洛佐瓦市鎮負責管轄。該村處於別列卡河右岸，分別距離斯維亞圖希內1公里和罗基特内2公里，始建於1860年，面積1.28平方公里，海拔高度93米，2001年人口658。